# Tachornis squamata
Tachornis squamata е вид птица от семейство Бързолетови (Apodidae).

## Разпространение
Видът е разпространен в Боливия, Бразилия, Венецуела, Гвиана, Еквадор, Колумбия, Перу, Суринам, Тринидад и Тобаго и Френска Гвиана.